# Dianne Reeves
Dianne Reeves (23. oktober 1956 i Detroit, Michigan, USA ) er en amerikansk sangerinde. Reeves skabte sig op gennem 1980'erne et navn som en af sin generations allerstørste jazz-sangerinder.
I starten af det nye årtusind fik hun slået sin status fast med syvtommersøm, da hun, som den eneste sanger nogensinde, tre år i træk blev belønnet med grammyer for tre forskellige albums. I år blev det så til en fjerde statuette, da hendes soundtrack til George Cloonnys ’Good Night, And Good Luck’ blev præmieret ved prisuddelingen i februar.
Men på trods af, at Reeves række af grammy statuetter nok fylder godt op på kaminhylden, så yder hendes indspilninger generelt slet ikke hendes intense og forførende liveoptrædener retfærdighed.
Reeves blev født ind i musikken. Hendes far var sanger og hendes mor trompetist, og den kendte producer og pianist, George Duke, er hendes fætter. Det var en onkel, der introducerede hende til de store kvindelige jazzsangerinder, der den dag i dag står som hendes vigtigste musikalske fikspunkter: Billie Holiday, Ella Fitzgerald og i særdeleshed Sarah Vaughn.
Som 16-årig blev hendes talenter bemærket af swing trompetisten Clark Terry, der tog hende under sine vinger, og det var hans råd, støtte og vejledning, der fik den unge Reeves til at søge til Californien for at satse helhjertet på sine musikalske evner.
Hun indspillede sit første album, ’Welcome to My Love’, i 1977, og tog sine første skridt ud på den
internationale jazzscene da hun i 1981 drog på tourné med den brasilianske jazz-bossa pianist Sérgio Mendes.
Seks år senere blev Reeves opdaget af Blue Note bossen Bruce Lundvall, ved en koncert i Los Angeles, og han tøvede ikke med at gøre hende til den første vokalist i Blue Notes stald.
Det er ikke som grænsebrydende stilskaber, at Reeves har skabt sig sit ry, men som en mere end gedigen
arvtager af den jazztradition, som de store jazz sangerinder, der kom før hende, efterlod sig. Og desuden som en forrygende og rendyrket musikalsk historiefortæller, der ved sine optrædener gang på gang formår at tryllebinde publikum med sine indlevede fortolkninger og sit overlegne musikalske overblik.

## Diskografi
- 1977 – Welcome to My Love
- 1987 – Better Days
- 1988 – I Remember
- 1990 – Never Too Far
- 1991 – Dianne Reeves
- 1993 – Art & Survival
- 1994 – Quiet After the Storm (Grammy nominieret 1995)
- 1995 – Peter Herbolzheimer RC&B: Colours of a Band (Special Guest: Dianne Reeves)
- 1996 – The Grand Encounter
- 1996 – Palo Alto Sessions
- 1997 – That Day…
- 1997 – New Morning (Live)
- 1999 – Bridges
- 2000 – In the Moment: Live in Concert (Reeves første Live-CD, hvormed hun i 2001 fik sin første Grammy)
- 2002 – The Calling: Celebrating Sarah Vaughan (andet Grsmmy-belønnede album)
- 2002 – Best of Dianne Reeves
- 2003 – A Little Moonlight (vandt den tredje Grammy 2004)
- 2004 – Christmas Time is Here (første Jule-CD)
- 2006 – Good Night, And Good Luck (Soundtrack fra film af samme navn) (fjerde Grsmmy-belønnede album)
- 2008 – When You Know